# راز نو
راز نو یک اثر موسیقی آوازی از حسین علیزاده است.

## قطعات
- مقام داد و بیداد مقامی ابداعی است از دو گوشه‌ٔ دو دستگاه مختلف: گوشه‌ٔ داد در دستگاه ماهور و گوشه‌ٔبیداد در دستگاه همایون. نت ایست و نت شاهد در این دو گوشه یکسان است.
- درآمد
- رنگ اصول (تار، تمبک، دمام)
- داد و بیداد، (هم‌آوایی)
- سازو آواز (تک‌خوان: محسن کرامتی)
- فلک (تصنیف داد و بیداد)

### آوازابوعطا
- درآمد
- چهارمضراب، (تنبور)
- مثنوی خوانی
- مقام ماوراءالنهر،  فرود نوا (هم‌آوایی)
- راز نو (تصنیف نوا)

## اجرا
رازنو را گروه هم‌آوایان در ۱۷، ۱۸ و ۱۹ اسفند سال ۱۳۷۶ برای اولین بار در تالار وحدت اجرا کرده‌اند. اعضای این گروه عبارت‌اند از:
- محسن کرامتی: هم‌خوان
- افسانه رثایی: هم‌خوان
- هما نیکنام: هم‌خوان
- علی صمدپور: هم‌خوان، دمام
- داریوش زرگری: تمبک
- حسین علیزاده: تار، تنبور

این قطعات در سال ۱۳۷۷ توسط مؤسسهٔ فرهنگی ماهور منتشر شدند.

## اشعار
| چو دریا دُرفشان از جوش منشین      |  | سخن سر کرده‌ای خاموش منشین      |
| به دل گو باش خاشاکی به خاکی      |  | چو در کف هست خاکی نیست باکی    |
| جهان گر جمله از من رفت گو رو     |  | ز مشتی خاک ریزم طرحش از نو     |
| زمان خوشدلی تنگ است دریاب        |  | شتاب عمر بین در عیش بشتاب      |
| رها کن عقل را دیوانه می‌گرد       |  | چو مستان بر در میخانه می‌گرد    |
| بساط از خانه بیرون نه که وقت است |  | قدم بر طرف هامون نه که وقت است |
| غم هر بوده و نابوده تا چند       |  | حکایت گفتن بیهوده تا چند       |

| فلک را جور بی‌اندازه گشته‌ست      |  | جهان را رسم و آیین تازه گشته‌ست |
| هَزار امروز هم‌آواز زاغ است       |  | گل از بی‌رونقی‌ها خار باغ است    |
| نه خندان غنچه نه سرو از غم آزاد |  | نه گل خرم نه بلبل خاطرش شاد    |
| غم دیرینه گر در سینه داری       |  | چه غم گر بادهٔ دیرینه داری      |
| دو چیز اندُه برند از خاطر تنگ    |  | نی خوش نغمه و مرغ خوش‌آهنگ      |
| فلک را عادت دیرینه این است      |  | که با آزادگان دائم به کین است  |

محمدنصیر طبیب اصفهانی (قرن ۱۲)
| خوش خرامان می‌روی ای جان جان بی من مرو          |  | ای حیات دوستان در بوستان بی من مرو      |
| این جهان با تو خوش است و آن جهان با تو خوش است |  | این جهان بی من مباش و آن جهان بی من مرو |
| ای عیان بی من مدان و ای زبان بی من مخوان       |  | ای نظر بی من مبین و ای روان بی من مرو   |

مولانا (قرن ۷)
| از واقعه‌ای تو را خبر خواهم کرد |  | وان را به دو حرف مختصر خواهم کرد |
| با عشق تو در خاک نهان خواهم شد |  | با مهر تو سر ز خاک بر خواهم کرد  |

ابوسعید ابوالخیر (قرن ۴و ۵)
| پرده بگردان و بزن ساز نو      |  | هین که رسید از فلک آواز نو |
| تازه و خندان نشود گوش و هوش   |  | تا ز خِرَد در نرسد راز نو    |
| بَرجِه ساقی طرب آغاز کن         |  | وز میِ کهنه بنه آغاز نو     |
| چون نکنم ناز که پنهان و فاش   |  | می‌رسدم خلعت و اِعزاز نو     |
| پِرِّ همایی بگشا در وفا          |  | بر سر عشّاق به پرواز نو     |
| بس کن کاین گفت نو نسبت به عشق |  | جامهٔ کهنه ست به بزّاز نو    |

مولانا (قرن ۷)